# Pop Ya Collar
Pop Ya Collar è una canzone R&B scritta da Kevin Briggs, Usher e Kandi Burruss e originariamente registrata da Usher per l'album All About U, del quale sarebbe dovuta essere il primo singolo. Quando l'uscita di All About U fu cancellata, il brano fu inserito nel successivo lavoro di Usher 8701.
Pop Ya Collar raggiunse la seconda posizione nel Regno Unito, e la sedicesima nei Paesi Bassi.

## Il video
Il video musicale prodotto per Pop Ya Collar è stato diretto dai registi Monty Whitebloom e Andy Delaney e prodotto dalla Propaganda Film.. Le coreografie del video sono state curate da Michael Rooney. Il video è stato trasmesso per la prima volta nella settimana del 15 gennaio 2001.

## Tracce
CD Single
1. Pop Ya Collar (Radio Version) - 3:34
2. Pop Ya Collar (GForce Jazz Step Vocal Mix) - 6:16
3. My Way (Remix With JD) - 3:37

CD Maxi
1. Pop Ya Collar (Radio Edit) - 3:34
2. Pop Ya Collar (G4orce Double Bass Flex) - 5:54
3. Pop Ya Collar (G4orce Jazz Step Vocal) - 6:16
4. Pop Ya Collar (G4orce Bogle Dub) - 5:05
5. My Way (Remix w/ J.D.) - 3:37

## Classifiche
| Classifica                           | Posizione più alta |
| ------------------------------------ | ------------------ |
| Australian Australia                 | 25                 |
| Paesi Bassi                          | 16                 |
| Germania                             | 30                 |
| Svezia                               | 40                 |
| Svizzera                             | 36                 |
| Regno Unito                          | 2                  |
| U.S. Billboard Hot 100               | 60                 |
| U.S. Billboard Hot R&B/Hip-Hop Songs | 25                 |